# Cardiosace parilana
Cardiosace parilana là một loài bướm đêm trong họ Noctuidae.